# Нідерландський філармонічний оркестр
Нідерландський філармонічний оркестр (нід. Nederlands Philharmonisch Orkest) — симфонічний оркестр, що базується в Амстердамі. Його заснували в 1985 році, сполучивши три оркестри: Амстердамський філармонічний оркестр,  Утрехтський симфонічний і Нідерландський камерний, коли уряд Рууда Любберса суворо заощаджував кошти. При цьому було створено Фонд Нідерландського філармонічного оркестру (нід. Stichting Nederlands Philharmonisch Orkest).
До початку вересня 2012 року за домашній концертний майданчик оркестру правила споруда Біржі Берлаге в Амстердамі. Відтоді оркестр щонайменше 15 років міститиметься в амстердамській (колишній) церкві святого Герарда Маєлли. Оркестр виступає ще й у залі Концертгебау, Стопері, музичному центрі Вреденбург (Утрехт) та інших залах.

## Головні диригенти
- Гартмут Генхен (1985-2002)
- Яків Крейцберг (2002-2011)
- Марк Албрехт (з 2011 р.)